# Biograd na Moru
Biograd na Moru (italijansko Zaravecchia, tudi Alba Marittima) je mesto s 5.600 prebivalci (2021), morsko pristanišče in letovišče v Severni Dalmaciji na Hrvaškem, sedež istoimenske mestne občine (hrv. Grad Biograd), ki upravno spada v Zadrsko županijo.

## Geografija
Biograd  je obalno mesto in pristanišče v Pašmanskem kanalu, 30 km jugovzhodno od Zadra. Zgrajen je  delno na polotoku in delno na celini v katero se na severu zajeda zaliv Bošana, na jugu pa zaliv Soline. V Pašmanskem kanalu sta pred mestom dva manjša otoka: Planac in Sv. Katarina.

## Zgodovina
Biograd, v  srednjem veku Alba Civitas, je verjetno nastal na ruševinah rimske Blandone. Prvič se srednjeveško naselje v zgodovinskih virih omenja v sredini 10. stoletja. V njem je bil kronan hrvaški kralj Peter Krešimir IV., ki je leta 1050 v Biogradu ustanovil škofijo, dal zgraditi moški in ženski benediktinski samostan, ter  cerkev sv. Ivana. Leta 1102 so v Biogradu za hrvaškega kralja okronali tudi madžarskega kralja Kolomana (Rex Hungariae et Dalmatie). Leta 1125 je bilo mesto porušeno do temeljev. Ko je beneški dož Enrico Dandolo za obleganje in zavzetje Zadra leta 1202 izkoristil križarje na 4. pohodu v Palestino, so v mesto pribežali njegovi prebivalci in Biograd poimenovali Stari Zadar (Zara Vecchia). V 13. in 14. stoletju so se menjali razni lastniki. Od leta 1409 je bil pod oblastjo Benetk.  Po ukinitvi Beneške republike leta 1797 je Trogir (po kratkem obdobju francoske oblasti v času Ilirskih provinc) leta 1918 prešel pod oblast habsburške monarhije. V letih pred drugo svetovno vojno je bilo mesto sestavni del SHS in nato Kraljevine Jugoslavije. Po fašistični agresiji leta 1941 in kasnejši sprva italijanski in nato nemški okupaciji je bil po koncu druge svetovne vojne del Jugoslavije do njenega razpada in razglasitve neodvisne države Hrvaške leta 1991.
Iz preteklosti je v samem mestu ohranjenih malo arheoloških ostankov. V okolici, predvsem ob obali, pa so še vidni ostanki rimskih vil. Iz starohrvaškega obdobja pa sta ostali dve cerkvi, ohranjen je raznovrsten nakit iz starohrvaške nekropole in razni kamniti fragmenti, ki so shranjeni v mestnem arheološkem muzeju.

## Opis in arhitektura
Na koncu starega mestnega jedra Stari grad leži staro mestno pristanišče s pomolom, na koncu katerega stoji svetilnik. Poleg starega pristanišča je še novo pristanišče, ki služi za trajektno povezavo z otokom Pašman (Tkon). Pristanišče je zavarovano pred vsemi vetrovi, razen pred zahodnimi. V zalivu Soline je velika peščena plaža in mogočen borov gozd.

## Prebivalstvo
Občino Biograd na Moru tvori samo eno istoimensko naselje, v katerem stalno živi 5.601 prebivalec (popis 2021), 
| Pregled števila prebivalcev po letih | Pregled števila prebivalcev po letih | Pregled števila prebivalcev po letih | Pregled števila prebivalcev po letih | Pregled števila prebivalcev po letih | Pregled števila prebivalcev po letih | Pregled števila prebivalcev po letih | Pregled števila prebivalcev po letih | Pregled števila prebivalcev po letih | Pregled števila prebivalcev po letih | Pregled števila prebivalcev po letih | Pregled števila prebivalcev po letih | Pregled števila prebivalcev po letih | Pregled števila prebivalcev po letih | Pregled števila prebivalcev po letih |      |      |
| ------------------------------------ | ------------------------------------ | ------------------------------------ | ------------------------------------ | ------------------------------------ | ------------------------------------ | ------------------------------------ | ------------------------------------ | ------------------------------------ | ------------------------------------ | ------------------------------------ | ------------------------------------ | ------------------------------------ | ------------------------------------ | ------------------------------------ | ---- | ---- |
| 1857                                 | 1869                                 | 1880                                 | 1890                                 | 1900                                 | 1910                                 | 1921                                 | 1931                                 | 1948                                 | 1953                                 | 1961                                 | 1971                                 | 1981                                 | 1991                                 | 2001                                 | 2011 | 2021 |
| 649                                  | 693                                  | 675                                  | 796                                  | 1044                                 | 1137                                 | 1181                                 | 1495                                 | 1806                                 | 2115                                 | 2418                                 | 3486                                 | 4560                                 | 5315                                 | 5259                                 | 5596 | 5601 |

## Turistična infrastruktura in gospodarstvo
Danes je Biograd predvsem sodobno turistično mesto z dvema marinama , petimi hoteli, motelom, velikim številom počitniških domov, zasebnih sob, apartmajev in dvema avtokampoma (Soline in Mia).
- Marina Kornati: nahaja se v naravnem zalivu in ima 500 privezov v morju, kjer je globina vode do 4 m, in 200 mest na kopnem. V marini, kjer plovila tudi izposojajo, je servisna delavnica, 50-tonsko premično dvigalo in 10-tonsko dvigalo.
- Marina Šangulin: zasebna marina ima 200 privezov v morju pri globini vode do 4 m in 20 mest na kopnem. Marina nudi delavnico premično dvigalo in splavno drčo.

### Prijateljska mesta
- Slovenske Konjice  Slovenija (2019)